# Pouso Alegre
Pouso Alegre, amtlich portugiesisch Município de Pouso Alegre, ist eine Stadt in Brasilien im Süden des Bundesstaates Minas Gerais. Sie hatte 154.293 Einwohner laut Schätzung vom 1. Juli 2021 auf einer Fläche von rund 542,8 km².

## Geschichte
Die ersten Europäer erreichten 1596 das Areal der Stadt auf der Suche nach Gold. Nachdem sie fündig geworden waren, gründeten sie eine Siedlung mit dem Namen „Matosinho do Mandu“ oder „Bom Jesus do Matozinhos“. 1797 erfolgte eine Umbenennung in Pouso Alegre, was ungefähr „schöner Aufenthalt“ bedeutet. 1831 wurde Pouso Alegre in den Rang einer Vila erhoben und aus Campanha, ausgegliedert. Durch das Provinzialgesetz Nr. 443 vom 19. Oktober 1848 erhielt Pouso Alege die Stadtrechte als Cidade.
Das im Jahr 1900 errichtete römisch-katholische Bistum Pouso Alegre wurde 1962 zum Erzbistum Pouso Alegre erhoben.

## Gebäude
Das höchste Gebäude der Stadt ist das Edifício Octávio Meyer.

## Söhne und Töchter der Stadt
- Sílvio Tibiriçá de Almeida (1867–1924), Autor, Journalist, Romanist und Lusitanist
- Inês Etienne Romeu (1942–2015), Widerstandskämpferin in der Zeit der Militärdiktatur in Brasilien
- Cristiano Felício (* 1992), Basketballspieler